# Chlamydoconcha orcutti
Chlamydoconcha orcutti är en musselart som beskrevs av Dall 1884. Chlamydoconcha orcutti ingår i släktet Chlamydoconcha och familjen Galeommatidae. Inga underarter finns listade i Catalogue of Life.